# Adrien de Gerlache

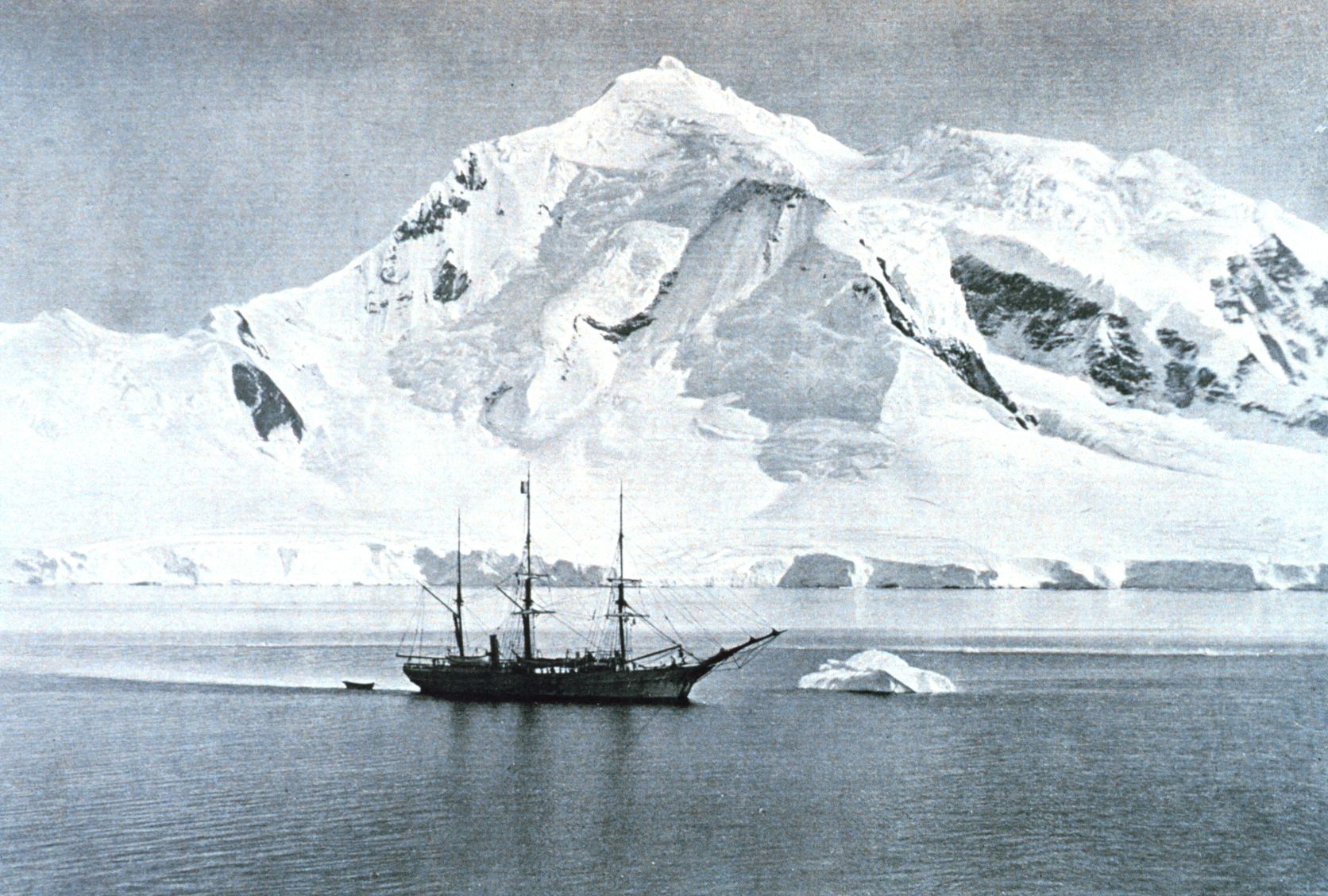
Fartyget Belgica i Antarktis.

Adrien de Gerlache de Gomery, född 2 augusti 1866 i Hasselt, död 4 december 1934 i Bryssel, var en belgisk marinofficer och polarforskare.
Han tjänstgjorde först i holländsk sjötjänst och därefter på linjen Dover-Oostende, företog 1895 med en norsk valfångare en studiefärd till Grönland och Jan Mayen samt ledde 1897-99 den belgiska sydpolarexpeditionen med ett till "Belgica" omdöpt norskt valfångarfartyg. Med på expeditionen fanns bland andra Roald Amundsen som några år senare skulle vara först till Sydpolen. Expeditionen, som var åtföljd av en stab vetenskapsmän från skilda länder, lämnade Antwerpen den 16 augusti 1897, trängde 27 januari 1898 in i det sund mellan Antarktis och de framför liggande öarna (nu kallade Liége, Brabant, Antwerpen med flera), som förut på kartorna felaktigt betecknats som Hughes bay, men som nu kallas Gerlaches eller Belgicasundet (64-65° n. br. och 61-64° v. lgd), fortsatte väster ut längs isranden, tills man i mitten av mars vid ungefär 90° v. lgd och på 71° 36' s. br. av is tvangs till övervintring, den första i antarktiska trakter, där fartyget drev med isen inte mindre än 335 sjömil. Först efter ungefär ett år nådde man öppna havet och anlände till Punta Arenas 28 mars. Genom denna färd, vars ledare av de geografiska sällskapen i Bryssel och Paris belönades med guldmedaljer, beriktigades kartan i väsentliga punkter, och omfattande samlingar och iakttagelser gjordes. Gerlache skildrade färden i Quinze mois dans Vantarctique (Paris 1902) och Premier hivernage (1903) och redogör för resultaten i Expedition antarctique.
År 1903 medföljde han den franska sydpolsexpeditionen, men drog sig på grund av meningsskiljaktighet med ledaren Jean-Baptiste Charcot tillbaka. År 1904 gifte han sig med Suzanne Poulet. Ett år senare reste han tillsammans med prins Filip av Orléans till nordöstra Grönland. De följande åren uppsökte dessa två män Karahavet (1907), Svalbard och Frans Josefs land (1909). Under första världskriget bidrog de Gerlache till evakueringen av folkmassor från de drabbade områdena. Han vistades en tid under kriget i de skandinaviska länderna för att där organisera hjälpverksamhet för Belgien och utgav i samband därmed på norska en skildring av Belgien under kriget, Landet, som ikke vil dø (Kristiania, 1915, reviderad upplaga 1916; svensk upplaga 1915). Efter kriget åtog han sig olika uppdrag från den belgiska regeringen.

## Utmärkelser
- Prix Marcelin-Guérin,  1902
- Grande Médaille d'Or des Explorations,  1925
- Officer av Hederslegionen
- Kommendör av 1. klass av Nordstjärneorden
- Civic Cross, 1st class
- Kung Albert-medaljen
- Storofficer av Kronorden
- Storkors av Sankt Olavs orden
- Kommendör av Leopoldsorden
- Storriddare med stjärna av Isländska falkorden

[Redigera Wikidata]